# Rounds
| Recensione | Giudizio |
| ---------- | -------- |
| AllMusic   |          |
| Pitchfork  | 8.2/10   |

Rounds è il terzo album in studio del musicista britannico Four Tet, pubblicato nel 2003 dalla Domino Records.

## Tracce
1. Hands – 5:40
2. She Moves She – 4:38
3. First Thing – 1:12
4. My Angel Rocks Back and Forth – 5:06
5. Spirit Fingers – 3:21
6. Unspoken – 9:29
7. Chia – 0:31
8. As Serious as Your Life – 4:36
9. And They All Look Broken Hearted – 5:16
10. Slow Jam – 5:06